# Infantile Neuroaxonale Dystrophie
Die Infantile Neuroaxonale Dystrophie (INAD) ist eine seltene angeborene neurodegenerative Erkrankung mit Dystrophie der Neuroaxone im Kindesalter.
Synonyme sind: Seitelberger-Krankheit; INAD; INAD1; PLAN; Phospholipase A2-assoziierte Neurodegeneration
Die Bezeichnung bezieht sich auf die Erstautoren der Erstbeschreibung aus dem Jahre 1952 durch den österreichischen Neuropathologen Franz Seitelberger.
INAD bzw. PLAN gehören zur Krankheitsgruppe der Neurodegeneration mit Eisenablagerung im Gehirn, früher Hallervorden-Spatz-Syndrom Als Sonderform (Atypische Form) von INAD gilt das Karak-Syndrom.

## Verbreitung
Die Häufigkeit ist nicht bekannt, bislang wurden mehr als 150 Patienten beschrieben. Die Vererbung erfolgt autosomal-rezessiv.

## Ursache
Der Erkrankung liegen Mutationen im PLA2G6-Gen auf Chromosom 22 Genort q13.1 zugrunde, welches für kalzium-unabhängige Gruppe VI-Phospholipase A₂ kodiert.
Eine Störung des Phospholipid-Stoffwechsels führt zu abnormaler Eisenspeicherung in den Zellen.

## Klinische Erscheinungen
Klinische Kriterien sind:
- Manifestation zwischen 6 Monaten und 3 Jahren
- neurodegenerative Erkrankung mit Entwicklungsverzögerung und Regression
- Symmetrische Pyramidenbahnzeichen
- Stammbetonte Muskelhypotonie, später Spastik und Hyperreflexie, Entwicklung von Kontrakturen
- Sehstörungen, Optikusatrophie bis Amaurose
- Unruhebewegungen der Gesichts-, Zungen- und Kaumuskulatur
- Störungen der Schmerzsensibilität und Temperaturregulation
- Demenz
- Myoklonische Krampfanfälle